# Henrik Peschel
Henrik „Henna“ Peschel (* 1967 in Hamburg-Wilhelmsburg) ist ein deutscher Filmemacher, Kameramann, Autor und Produzent.

## Leben und Wirken
Henrik Peschel arbeitet seit Anfang der 1990er Jahre im Filmgeschäft. Das Filmemachen hat er sich autodidaktisch angeeignet. Zunächst begann er mit Musikvideos für Tocotronic und Frank Black von den Pixies.
Mit seinen Anfang der 1990er Jahre auf Super-8 gedrehten Kurzfilmen Rollo Aller! und Rollo Aller! 2 um zwei sympathische Loser, die der Gesellschaft entfliehen wollen, erreichte Peschel in Hamburg Kultstatus. Musiker, Autor und Entertainer Rocko Schamoni spielt eine der Hauptrollen. 
Anfangs drehte er oft mit kleinem Team und übernahm viele Funktionen selbst. Wie in den Filmen von Klaus Lemke, bei dem er in zwei Produktionen die Kamera führte, wirkten in Peschels Filmen oft Laiendarsteller mit, es wird an Originalschauplätzen und auch spontan und improvisiert gedreht. Sein Schauspielerensemble setzte sich anfangs zum Teil aus Musikern der Hamburger Musikszene und sogenannten Hamburger Schule zusammen. Den anderen Teil bilden renommierte deutsche Theater-, Film- und Fernsehschauspieler, wie zum Beispiel Adam Bousdoukos, Timo Jacobs, Klaus Dittmann oder Uli Pleßmann.
Mit der Produktion von Si-o-se Pol – Die letzten Tage des Parvis K. fand ein Umbruch in Peschels Arbeitsweise statt. Als Kameramann gewann er Kristian Leschner, der die Kamera bei der 2012 und 2013 mit dem Grimme-Preis ausgezeichneten Serie Der Tatortreiniger führte. Alle Rollen besetzte er mit professionellen Schauspielern wie Ramin Yazdani, Pheline Roggan, Christian Concilio, sowie dem Goya-Preisträger Abdelatif Hwidar. Mit der an Originalschauplätzen gedrehten Geschichte eines illegal nach Spanien eingereisten persischen Flüchtlings greift er in Si-o-se Pol ein aktuelles Thema auf, das weltweit auf Resonanz stößt.
Seine Arbeit wurde u. a. mit dem Montblanc Drehbuchpreis beim Filmfest Hamburg ausgezeichnet. Der Dokumentarfilm Punk im Dschungel (Kamera Henrik Peschel) war 2008 in der Kategorie "Information & Kultur" für den Adolf-Grimme-Preis nominiert. Peschel veranstaltete 2007–2011 jährlich in Hamburg ein Filmfestival mit dem Titel Elbblick. Er war Jurymitglied beim Filmfest Hamburg, Dhaka International Film Festival und Unerhört – Das internationale Musikfilmfestival.

## Filmografie (Auswahl)
- 1990: Rollo Aller! (Regisseur, Drehbuch, Kamera und Produzent)
- 1992: Rollo Aller! 2 (Regisseur, Drehbuch, Kamera und Produzent)
- 2005: Träum weiter, Julia! (Kamera)
- 2005: 3 Minuten Heroes (Kamera)
- 2006: Twisted Sister (Produzent)
- 2007: Punk im Dschungel (Kamera)
- 2008: Die Glücklichen (Kamera)
- 2008: Madboy (Regisseur, Drehbuch, Kamera und Produzent)
- 2009: Dicke Hose (Drehbuch, Kamera, Produzent und Co-Regisseur)
- 2009: Pete The Heat (Regisseur, Kamera, Drehbuch, Produzent)
- 2010: Harrys Comeback (Kamera, Darsteller)
- 2010: Koffie To Go (Kamera)
- 2013: Si-o-se Pol – Die letzten Tage des Parvis K. (Regisseur, Drehbuch, Produzent)

## Auszeichnungen
- 2009: Publikumspreis beim Unerhört Music Film Festival, Hamburg for Dicke Hose[7]
- 2010: Gewinner des Montblanc-Drehbuchpreises für Pete The Heat auf dem Filmfest Hamburg
- 2014: Festival Grand Prize für Si-o-se Pol auf dem Arizona International Film Festival
- 2014: Special Jury Peace Award für Si-o-se Pol auf dem Göteborg Independent Film Festival
- 2014: Kim Daejung Nobel Peace Film Art Special Award für Si-o-se Pol auf dem Gwangju International Film Festival
- 2014: Best Indie Feature für Si-o-se Pol auf dem IndieCork Film Festival, Irland
- 2015: Best Feature für Si-o-se Pol auf dem Cardiff Independent Film Festival, Großbritannien
- 2015: Best Foreign Language Feature für Si-o-se Pol auf dem Orlando Film Festival